# ليانغ جينغ
ليانغ جينغ (بالصينية: 梁敬) هي دراجة صينية، ولدت في 4 يناير 1985.

## وصلات خارجية
- ليانغ جينغ على موقع أوليمبيديا (الإنجليزية)
- ليانغ جينغ على موقع اللجنة الأولمبية الصينية (الإنجليزية)